# Ateńska zamożna pani
Ateńska zamożna pani, Ateńska Bogata Pani (w literaturze anglojęzycznej Rich Athenian Lady, RAL) – współczesna nazwa nadana kobiecie zmarłej ok. 850 r. p.n.e., której szczątki znaleziono w bogato wyposażonym grobie starożytnego greckiego cmentarzyska na zboczu ateńskiego wzgórza Areopag. 
Dobrze zachowany grób jamowy oznaczony przez badaczy jako H 16:6 odkryła w roku 1967 archeolożka Evelyn Lord Smithson w czasie badań cmentarzyska okresu wieków ciemnych (wczesna epoka żelaza) na północnym zboczu Areopagu w Atenach, nieopodal agory. Wewnątrz znajdowała się wysoka na 75 cm i szeroka maksymalnie na 42 cm amfora brzuszna pełniąca rolę popielnicy, częściowo wypełniona przepalonymi kośćmi ludzkimi i zwierzęcymi, a także licznymi przedmiotami zinterpretowanymi jako dary grobowe, wśród nich znajdował się naszyjnik z paciorkami szklanymi i fajansowymi oraz z naturalnego kryształu. Dary grobowe były także poza amforą, w jamie grobowej. Znaleziono je także obok jamy, w pozostałościach stosu pogrzebowego, ale w odróżnieniu od tych z grobu, były one przepalone i zwykle pokruszone, podobnie jak obecne tam kości zwierząt ofiarnych: bydła, owiec i kóz. Całość wydatowano na ok. 850 r. p.n.e., a znajdywana ceramika (m.in. dwie amfory, dzbany, naczynia typu kalatos i pyksis) reprezentuje styl geometryczny. Wśród ceramiki szczególnie interesujące są modele spichlerzy (dwa całe, co najmniej kilka pokruszonych), w tym jeden terakotowy pełniący funkcję skrzynki, przedstawiający 5 spichlerzy i bogato zdobiony.  
Chociaż szczątki ludzkie były spalone, a następnie włożone do amfory w porządku nieanatomicznym, to analizy antropologiczne zdołały ustalić, że należały do kobiety wieku 24–40 lat, o wzroście 150–160 cm, ważącej prawie 70 kg. W 2004 r. stwierdzono też, że wśród kości dorosłej kobiety były kości płodu nieustalonej płci z 7–8 miesiąca ciąży (w tej samej pracy stwierdzono, że płód miał 32–36 tygodni). Dokładnej pozycji społecznej kobiety nie określono, wiadomo tylko, że była wysoka.   
Grób H 16:6 i jego zawartość ma duże znaczenie naukowe. Przede wszystkim do jego odkrycia uważano, że okres w historii starożytnej Grecji po upadku kultury mykeńskiej, określany jako wieki ciemne, cechował się m.in. ubóstwem wyposażenia grobowego i brakiem importów, co miało być dowodem upadku gospodarczego, kulturowego i wymiany ponadlokalnej. Dary grobowe z omawianego pochówku stały się pierwszym dowodem, że nie zawsze tak było w danym okresie – wyposażenie grobu jest liczne i bogate, zawiera przedmioty ze złota (6 pierścionków, para kolczyków), kości słoniowej (dwie cylindryczne pieczęcie i zdobiony krążek), brązu (2 pary fibul, pierścionek, 4 szpile), niektóre przedmioty są bogato zdobione i mają wysoki poziom artystyczny. Wyposażenie zawiera fenickie oraz syryjskie importy spoza Grecji lub ich imitacje. Ponadto starożytne pochówki kobiet w ciąży znajdywane są bardzo rzadko.